# Лисички (станція)
Лиси́чки (біл. Лісі́чкі) — залізнична станція Гомельського відділення Білоруської залізниці на перетині ліній Гомель — Чернігів (між станцією Новобілицька і зупинним пунктом Дачний) та Бахмач — Гомель (між обгінним пунктом Коренівка і станцією Новобілицька). 
Розташована за 1,6 км на південь від села Перемога Гомельського району Гомельської області.

## Пасажирське сполучення
На станції Лисички зупиняються поїзди регіональних ліній економ-класу сполученням:
- Гомель — Кравцовка
- Гомель — Круговець
- Гомель — Куток
- Гомель — Терехівка.